# Solano County
Solano County je okres ve státě Kalifornie v USA. K roku 2010 zde žilo 413 344 obyvatel. Správním městem okresu je Fairfield. Celková rozloha okresu činí 2 348,3 km².

## Sousední okresy
| Růžice kompasu |                             | Yolo County   |                   | Růžice kompasu |
| Růžice kompasu | Sonoma County a Napa County | Sever         | Sacramento County | Růžice kompasu |
| Růžice kompasu | Sonoma County a Napa County | Solano County | Sacramento County | Růžice kompasu |
| Růžice kompasu | Sonoma County a Napa County | Jih           | Sacramento County | Růžice kompasu |
| Růžice kompasu | Contra Costa County         |               |                   | Růžice kompasu |